# Шока
Шока (正嘉) је јапанска ера (ненко) која је настала после Коген и пре Шоген ере. Временски је трајала од марта 1257. до марта 1259. године и припадала је Камакура периоду. Владајући монарх био је цар Го-Фукакуса.

## Важнији догађаји Шока ере
- 1257. (Шока 1): Настаје велика епидемија.[3]